# EchoStar XII
EchoStar XII, também conhecido como Rainbow-1, Cablevision-1 e Echostar 12 (E*12) é um satélite comercial para telecomunicações em órbita geoestacionária construído pela Lockheed Martin. Ele está localizado na posição orbital de 61,5 graus de longitude oeste e é operado pela EchoStar. Seu propósito original era transmitir sinais de televisão digital em alta definição para a rede Voom de transmissão direta por satélite. O satélite foi baseado na plataforma A2100AXS e sua expectativa de vida útil é de 18 anos.

## História
Parte de uma série de satélites comerciais AS 2100, O Rainbow-1 foi construído pela empresa 
Lockheed-Martin com um custo aproximado de 100 milhões de dólares (USD).
O satélite possui painéis solares, tem uma massa de 2760 kg (massa no veículo de lançamento: 4328 kg), e é capaz de transmitir nas bandas C e Ku.
Rainbow-1 está ainda em órbita posicionado à 61.5° W de longitude, sobre o equador terrestre. O satélite está atualmente sendo usado pela  Dish Network HDTV para transmissão de sinais de televisão usando DVB, com transponders de banda Ku.
Echostar (pertencente à Dish Network) é a atual proprietária do satélite. Por isto, o satélite foi rebatizado com o nome de Echostar 12 (or E*12) em março de 2006

## Lançamento
O satélite foi lançado com sucesso ao espaço no dia 17 de julho de 2003 às 23:45 UTC, por meio de um veículo Atlas V lançado a partir da Estação da Força Aérea de Cabo Canaveral, na Flórida, EUA. Ele tinha uma massa de lançamento de 4 328 kg.

## Capacidade e cobertura
O EchoStar XII é equipado com 36 transponders em banda Ku para fornecer telecomunicações DTH para o território continental dos Estados Unidos.